# Маргесто
Маргесто́ (фр. Marguestau) — коммуна во Франции, находится в регионе Юг — Пиренеи. Департамент — Жер. Входит в состав кантона Казобон. Округ коммуны — Кондом.
Код INSEE коммуны — 32236.

## География
Коммуна расположена приблизительно в 590 км к югу от Парижа, в 125 км западнее Тулузы, в 60 км к северо-западу от Оша.
На северо-востоке коммуны протекает река Дуз.

## Климат
Климат умеренно-океанический. Лето жаркое и немного дождливое, температура часто превышает 35 °С. Зимой часто бывает отрицательная температура и ночные заморозки. Годовое количество осадков — 700—900 мм.

## Население
Население коммуны на 2010 год составляло 71 человек.
| 1962 | 1968 | 1975 | 1982 | 1990 | 1999 | 2010 |
| ---- | ---- | ---- | ---- | ---- | ---- | ---- |
| 88   | 77   | 77   | 64   | 66   | 59   | 71   |

## Администрация
| Период | Период | Фамилия    | Партия | Примечания |
| ------ | ------ | ---------- | ------ | ---------- |
| 2001   | 2020   | Ги Ремазей |        |            |

## Экономика
В 2010 году среди 49 человек трудоспособного возраста (15-64 лет) 35 были экономически активными, 14 — неактивными (показатель активности — 71,4 %, в 1999 году было 81,1 %). Из 35 активных жителей работали 32 человека (19 мужчин и 13 женщин), безработных было 3 (1 мужчина и 2 женщины). Среди 14 неактивных 2 человека были учениками или студентами, 5 — пенсионерами, 7 были неактивными по другим причинам.

## Фотогалерея

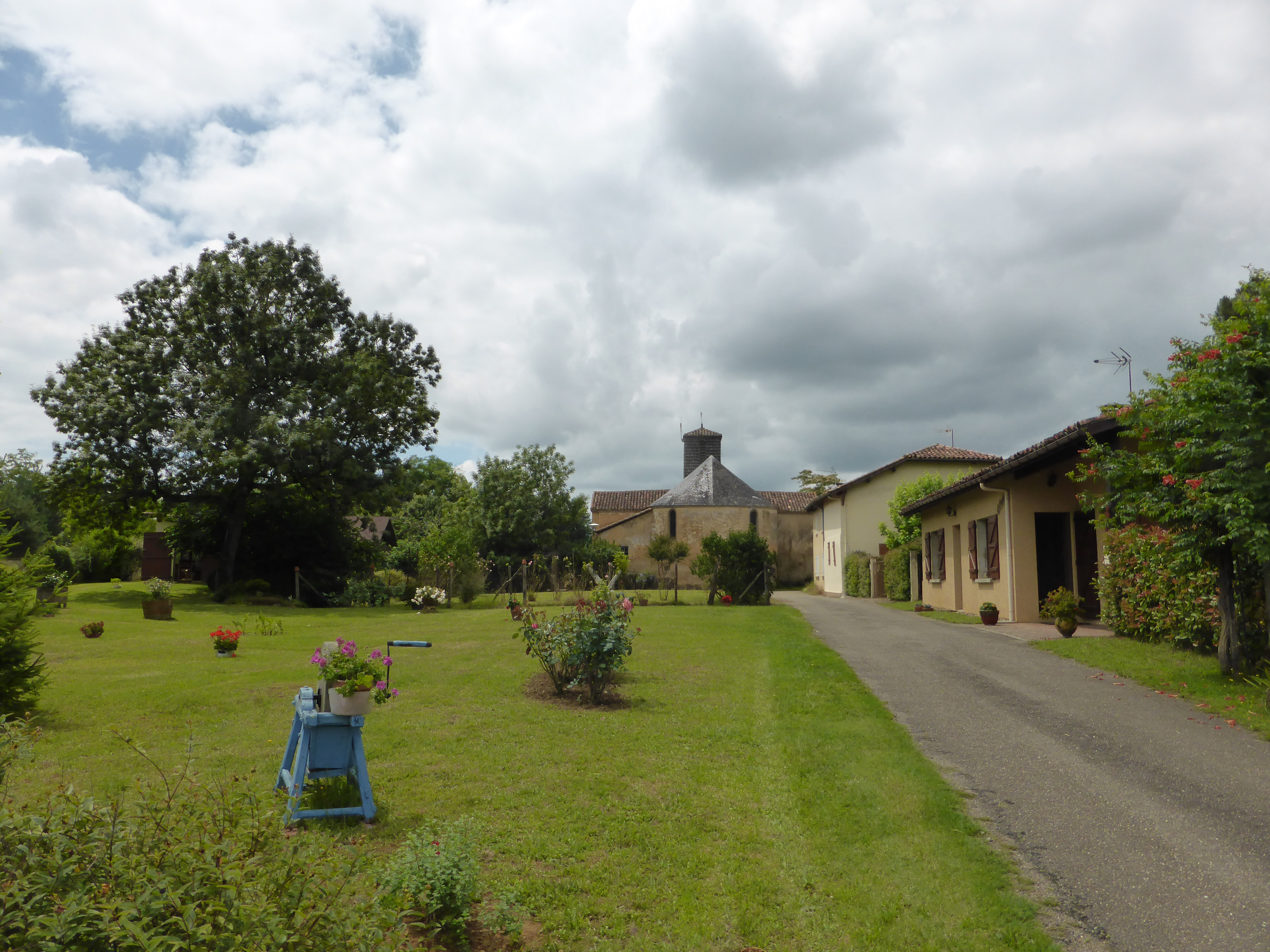
Маргесто
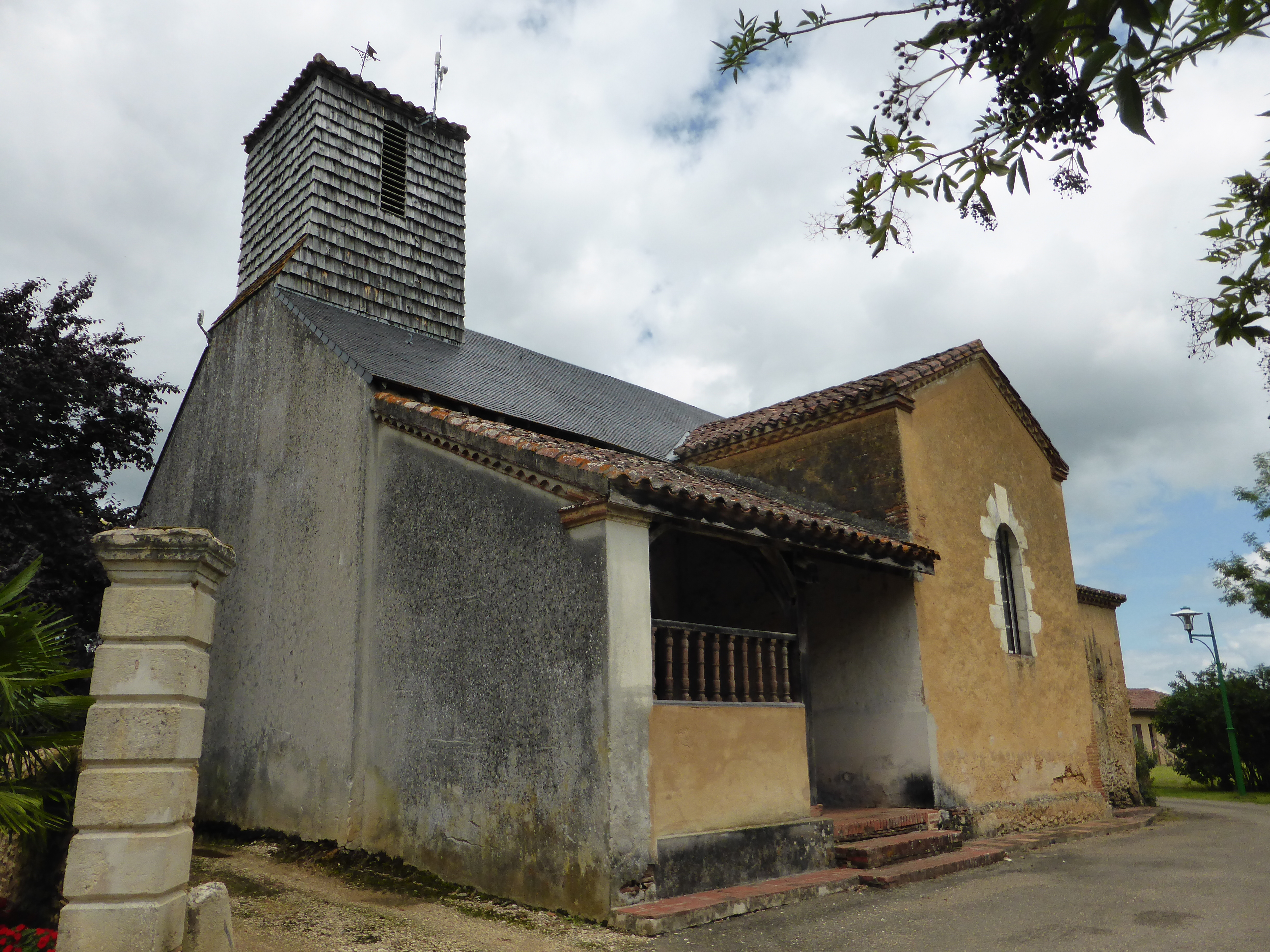
Церковь
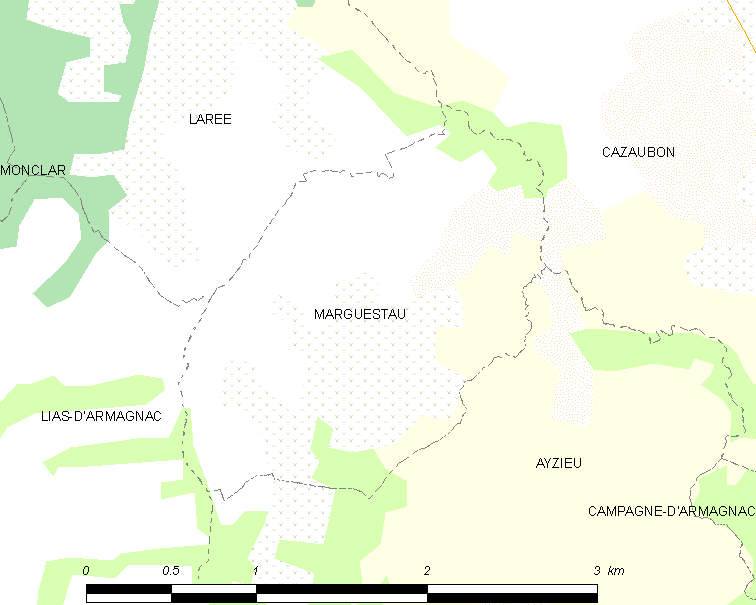
Карта коммуны